# ام. ۱۴ مجیستر
ام. ۱۴ مجیستر (به انگلیسی: Miles_Magister) یک هواگرد ملخ‌پیشین تک‌موتوره از نوع هواگرد آموزشی ساخت شرکت Miles Aircraft است. هواگرد ام. ۱۴ مجیستر نخستین پروازش را در ۲۰ مارس ۱۹۳۷ میلادی انجام داد. در مجموع، تعداد ۱٬۳۰۳ فروند از این هواگرد ساخته شده‌است.
طراح این هواگرد، G.H. Miles بود.